# Pedra da Coroação

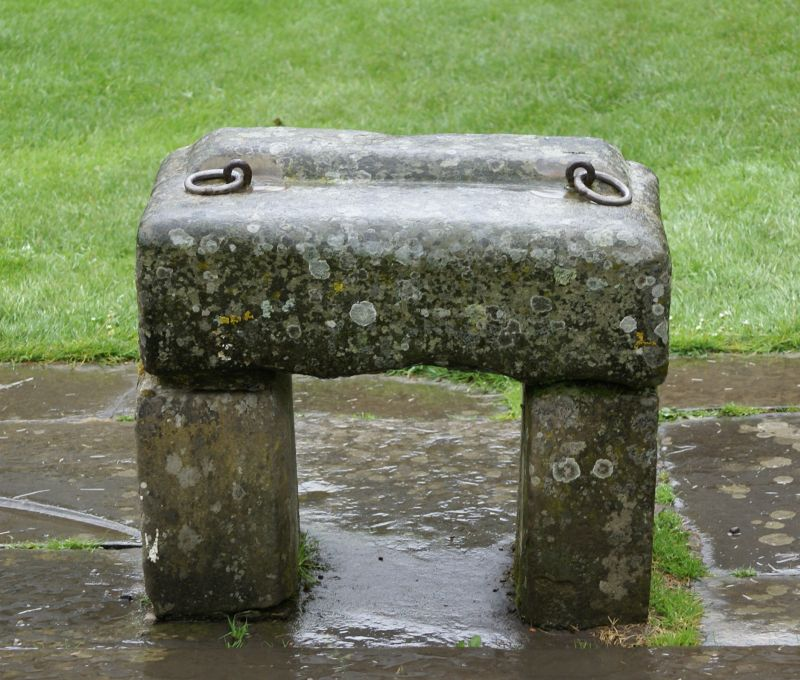
Uma réplica da Pedra da Coroação

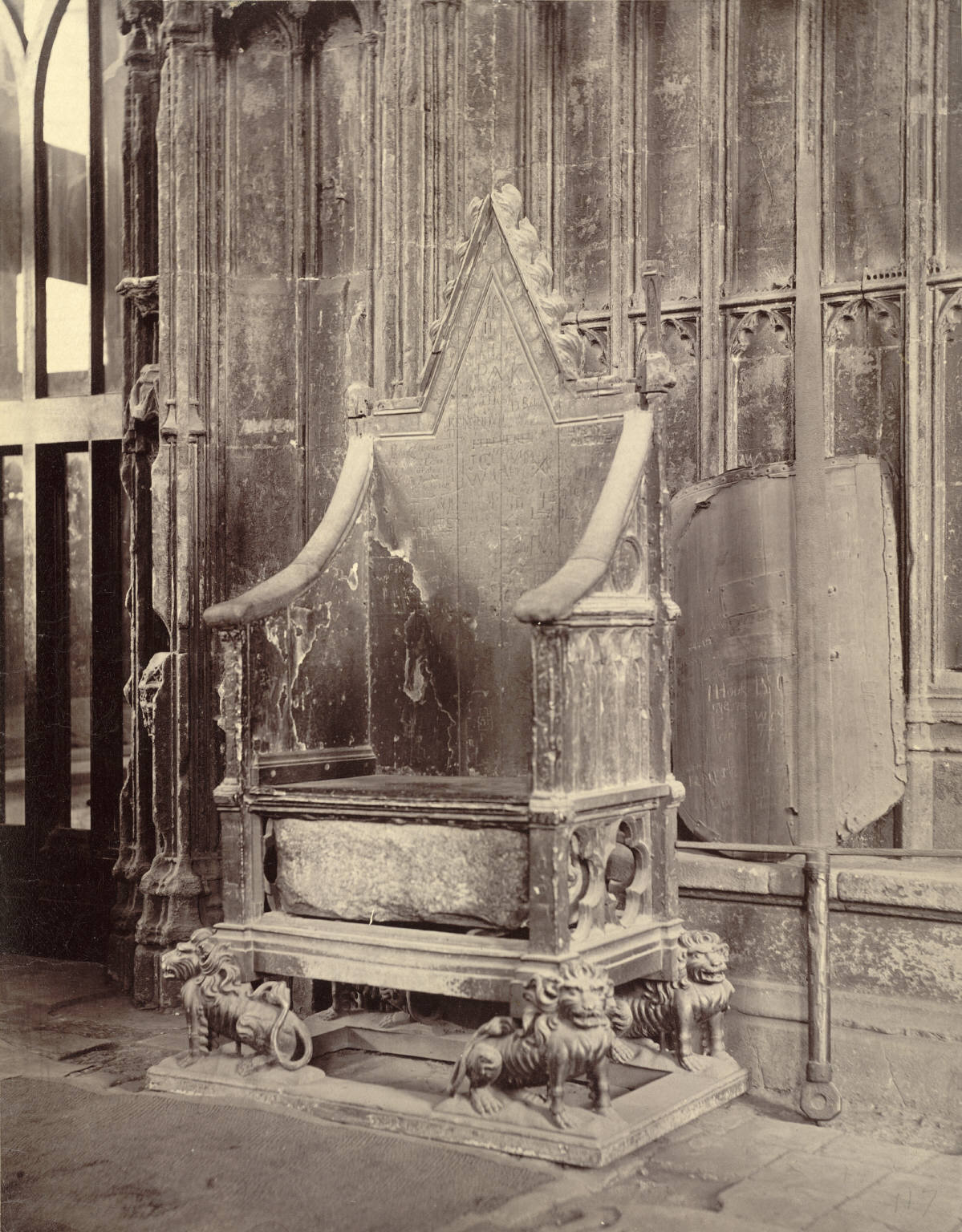
A pedra na cadeira da coroação

A Pedra da Coroação também conhecida como Pedra de Scone (em inglês:  Stone of Scone, em gaélico escocês:   An Lia Fàil, em scots:  Stane o Scuin), ou Pedra Fadada (em inglês:  Stone of Destiny) é um bloco oblongo de arenito vermelho que foi usada durante séculos na coroação dos monarcas da Escócia, e mais tarde dos monarcas da Inglaterra e do Reino da Grã-Bretanha. 
Historicamente, o artefato foi mantido na agora em ruínas Abadia de Scone, perto de Perth, na Escócia. Ele também é conhecido como Pedra de Jacó (o bétilo usado pelo patriarca como apoio para cabeça quando teve seu sonho) e Tanist Stone, e em gaélico escocês, Clach-na-cinneamhain. O seu tamanho é de cerca de 660 milímetros (26 polegadas) por 425 milímetros  (16,75 polegadas)  por 270 milímetros (10,5 polegadas) e o seu peso é de cerca de 152 kg (336 £). Existe uma incisão em forma de cruz em sua superfície, e um anel de ferro em cada extremidade para auxiliar o transporte.
A pedra, usada na coroação dos reis da Escócia no século XIII, foi capturada e levada da Escócia para a Inglaterra em 1296. 
Passou a ser usada na cerimónia de coroação dos monarcas do Reino Unido, durante a qual a pedra é colocada no interior da cadeira de coroação em que o monarca se senta.
A Pedra da Coroação foi usada em 1953 para a Coroação de Isabel II do Reino Unido.
A pedra permaneceu em Londres até 1996 quando foi levada para o Castelo de Edimburgo.
Foi novamente usada em 6 de Maio de 2023 na Coroação de Carlos III do Reino Unido.